# Среднее кубическое
Среднее кубическое (также средняя кубическая) — число {\displaystyle x}, равное кубическому корню из среднего арифметического кубов данных чисел {\displaystyle a_{1},a_{2},...,a_{n}}:
{\displaystyle x={\sqrt[{3}]{\frac {a_{1}^{3}+a_{2}^{3}+\ldots +a_{n}^{3}}{n}}}}

## Свойства
Среднее кубическое — частный случай среднего степенного и потому подчиняется неравенству о средних. В частности, для любых чисел оно не меньше среднего арифметического:
{\displaystyle {\frac {a_{1}+a_{2}+\ldots +a_{n}}{n}}\leqslant {\sqrt[{3}]{\frac {a_{1}^{3}+a_{2}^{3}+\ldots +a_{n}^{3}}{n}}}}

## Применение
Среднее кубическое является характеристикой объёмных признаков. Может использоваться, например, для расчёта среднего объёма предметов по их диаметрам. Так, если известны диаметры яиц, то их средний объём может быть рассчитан с помощью среднего кубического. Среднее кубическое находит применение в статистике.

## Среднее кубическое для функции
Среднее кубическое можно также определить для непрерывной функции {\displaystyle f(t)}, заданной на отрезке {\displaystyle [T_{1},\,T_{2}]}, по формуле
{\displaystyle x={\sqrt[{3}]{{\dfrac {1}{T_{2}-T_{1}}}\int \limits _{T_{1}}^{T_{2}}f^{3}(t)\,dt,}}}
а также для непрерывной функции {\displaystyle f(t)}, определённой на положительной полуоси:
{\displaystyle x=\lim _{T\rightarrow \infty }{\sqrt[{3}]{{\dfrac {1}{T}}\int \limits _{0}^{T}f^{3}(t)\,dt.}}}
Среднее кубическое для периодической функции по положительной полуоси равно среднему кубическому по периоду функции.

### Пример вычисления
Рассмотрим функцию синуса
{\displaystyle x(t)=A\sin(\omega t),}
где {\displaystyle t} — время, {\displaystyle A} — амплитуда, а {\displaystyle \omega } — частота в радианах на единицу времени. Тогда
{\displaystyle \omega ={\dfrac {2\pi }{T}}}
и среднее кубическое вычисляется как
{\displaystyle x={\sqrt[{3}]{{\dfrac {1}{T}}\int \limits _{0}^{T}A^{3}\sin ^{3}\left({\dfrac {2\pi }{T}}t\right)\,dt}}={\dfrac {A}{\sqrt[{3}]{2\pi }}}{\sqrt[{3}]{\int \limits _{0}^{2\pi }\sin ^{3}(t)\,dt.}}}